# محوطه قره‌تپه
محوطه قره تپه مربوط به دوران‌های تاریخی پس از اسلام است و در بناب، شرق میدان امیر کبیر واقع شده و این اثر در تاریخ ۲۷ مرداد ۱۳۸۲ با شمارهٔ ثبت ۹۷۱۰ به‌عنوان یکی از آثار ملی ایران به ثبت رسیده است.